# Charles II. (Rouen)

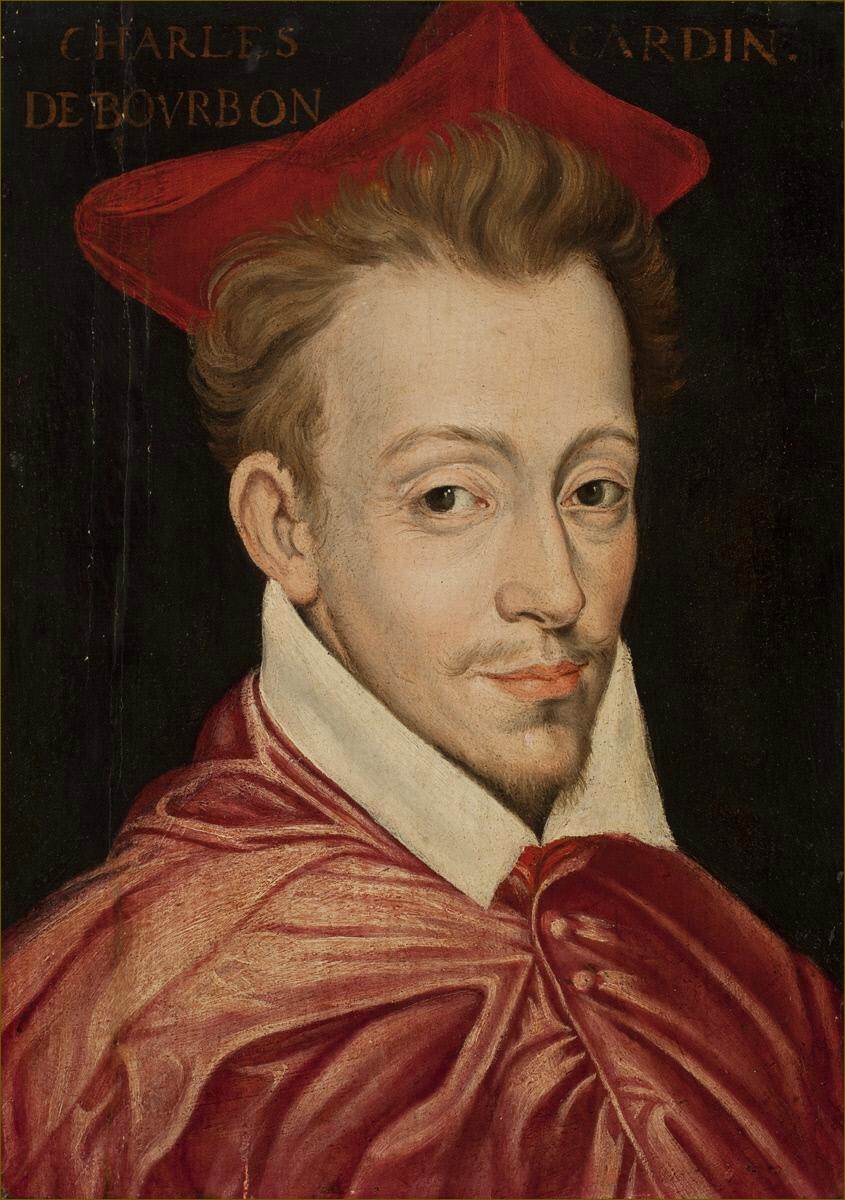
Charles Kardinal de Borbon, Erzbischof von Rouen, in jüngeren Jahren (Portrait von einem unbekannten Maler, 16. Jhd.)

Kardinalswappen (modernes Schema)

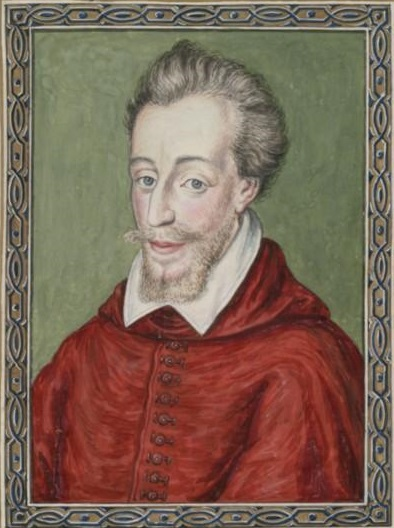
Kardinal de Bourbon in fortgeschrittenem Alter (Portrait 17. Jhd.)

Charles II. de Bourbon (* 30. März 1562 in Gandelus-en-Brie; † 30. Juli 1594 in der Abtei Saint-Germain-des-Prés), genannt Cardinal de Bourbon-Condé, dann Cardinal de Vendôme, schließlich Cardinal de Bourbon, war ein Prinz von Geblüt aus der Familie Bourbon-Condé.

## Leben
Charles II. de Bourbon war der vierte Sohn von Louis I. de Bourbon, prince de Condé, Duc d’Enghien, und Éléonore de Roye; der Kardinal Charles I. de Bourbon war sein Onkel. Als jüngerer Sohn wurde er für eine Laufbahn in der Kirche bestimmt, für die er in Rom erzogen wurde. Es wurde allerdings bei ihm keine Priesterweihe und keine Bischofsweihe vorgenommen.
Dennoch wurde er am 1. August 1582 zum Koadjutor-Erzbischof von Rouen mit Erbrecht gewählt und im Konsistorium vom 12. Dezember 1583 von Papst Gregor XIII. zum Kardinal kreiert und zum Kardinaldiakon ernannt, erhielt aber keinen Kardinalshut und keine Titelkirche. Andererseits war er einer der wichtigsten Berater von König Heinrich III.
1586 wurde er Apostolischer Administrator des Bistums Bayeux, trat von dem Amt aber 1590 zurück. 1588 nahm er an den Generalständen von Blois teil. 1589 wurde er zum Abt von Saint-Denis ernannt.
Durch den Tod seines Onkels, des Erzbischofs von Rouen, am 9. Mai 1590 wurde er dessen Nachfolger, doch weigerte sich das Domkapitel, ihn als Nachfolger anzuerkennen; sowohl das Kapitel als auch die Stadt schlossen sich der Liga gegen Heinrich IV. an. Erst nach einer langen Belagerung der Stadt durch Heinrich IV. wurde er als Erzbischof akzeptiert.
Nachdem sein Vetter Heinrich von Navarra König von Frankreich geworden war, brachte er sich selbst als Kandidat auf den Thron Frankreichs ins Spiel als Vertreter einer dritten Partei, in der sich die vielen katholischen Adligen versammelten, die unzufrieden damit waren, dass Heinrich IV. nicht zum Katholizismus konvertierte. Das politische Interesse, das 1593 an der Person des Kardinals gezeigt wurde, war einer der Faktoren, die Heinrich IV. dann zur Konversion veranlassten. Heinrich IV. ernannte ihn zum Ritter im Orden vom Heiligen Geist, die formelle Aufnahme kam allerdings nicht mehr zustande.
Der Tod des alten Kardinals brachte ihm das Amt des Kommendatarabts von etwa zwanzig Abteien ein, darunter Saint-Germain-des-Prés, Saint-Ouen de Rouen, Jumièges, Bourgueil, Sainte-Catherine-du-Mont und Ourscamp; er war damit einer der reichsten Prälaten seiner Zeit.
Der Cardinal de Bourbon nahm an keiner Papstwahl teil, obwohl in seine Zeit fünf Konklaves fielen:
- das Konklave von 1585, das Sixtus V. zum Papst wählte.
- das Konklave von September, das Urban VII. wählte,
- das Konklave von Oktober 1590, das Gregor XIV. wählte,
- das Konklave von 1591, das Innozenz IX. wählte, und
- das Konklave von 1592, das Clemens VIII. wählte.

Er starb am 30. Juli 1594 in der Abtei Saint-Germain-des-Prés an Wassersucht. Er wurde in der von seinem Onkel gegründeten Chartreuse d’Aubevoye bestattet.